# Museo Chitral
Il museo Chitral è un museo situato nel distretto di Chitral, Khyber Pakhtunkhwa, Pakistan. È stato istituito l'8 luglio 2010.

## Storia
L'idea del museo Chitral è nata per preservare e proteggere il ricco patrimonio culturale del Chitral. Il museo ospita due gallerie, la galleria etnologica e la galleria archeologica e Kalash.

## Galleria etnologica
La galleria etnologica espone la cultura e lo stile di vita della valle di Chitral. La galleria comprende ricami, gioielli, armi, ceramiche, strumenti musicali, strumenti da caccia, mobili e oggetti domestici. Il ricamo include camicie delle regioni di Kohistan, Swat e Nurestan, borse femminili, cappotti, berretti, tovagliette e federe. Le gallerie espongono braccialetti in rame e argento, ciondoli, orecchini, anelli, collane, bracciali, amuleti e ornamenti. La collezione del museo include una varietà di armamenti tra cui contenitori di polvere da sparo, pistole, cannoni, pugnali e spade. Questi oggetti si collegano alla tradizione e alla cultura della valle di Chitral del XIX e dell'inizio del XII secolo. Il museo offre anche una ricca collezione di ceramiche tradizionali che comprende pentole in legno e pietra, teiere, brocche d'acqua, ciotole, cucchiai, vassoi, ecc.

## Galleria archeologica e Kalash
La galleria archeologica e Kalash ospita i materiali culturali e le antichità archeologiche della valle di Kalash. Espone elementi architettonici, oggetti domestici, copricapi, abiti, gioielli, effigi di dee kalasha e effigi commemorative in legno. Le mostre della collezione archeologica del museo consistono principalmente di antichità proveniente da corredi funerari d'epoca Gandhāra tra cui ceramiche, perline di pietra semipreziose, teste di lancia, frecce, braccialetti, anelli, ciondoli e altri gioielli. I reperti furono rinvenuti durante gli scavi guidati dalla Direzione di Archeologia e Musei del Governo del Khyber Pakhtunkhwa nei siti di Sangoor e Parwak.

## Galleria d'immagini

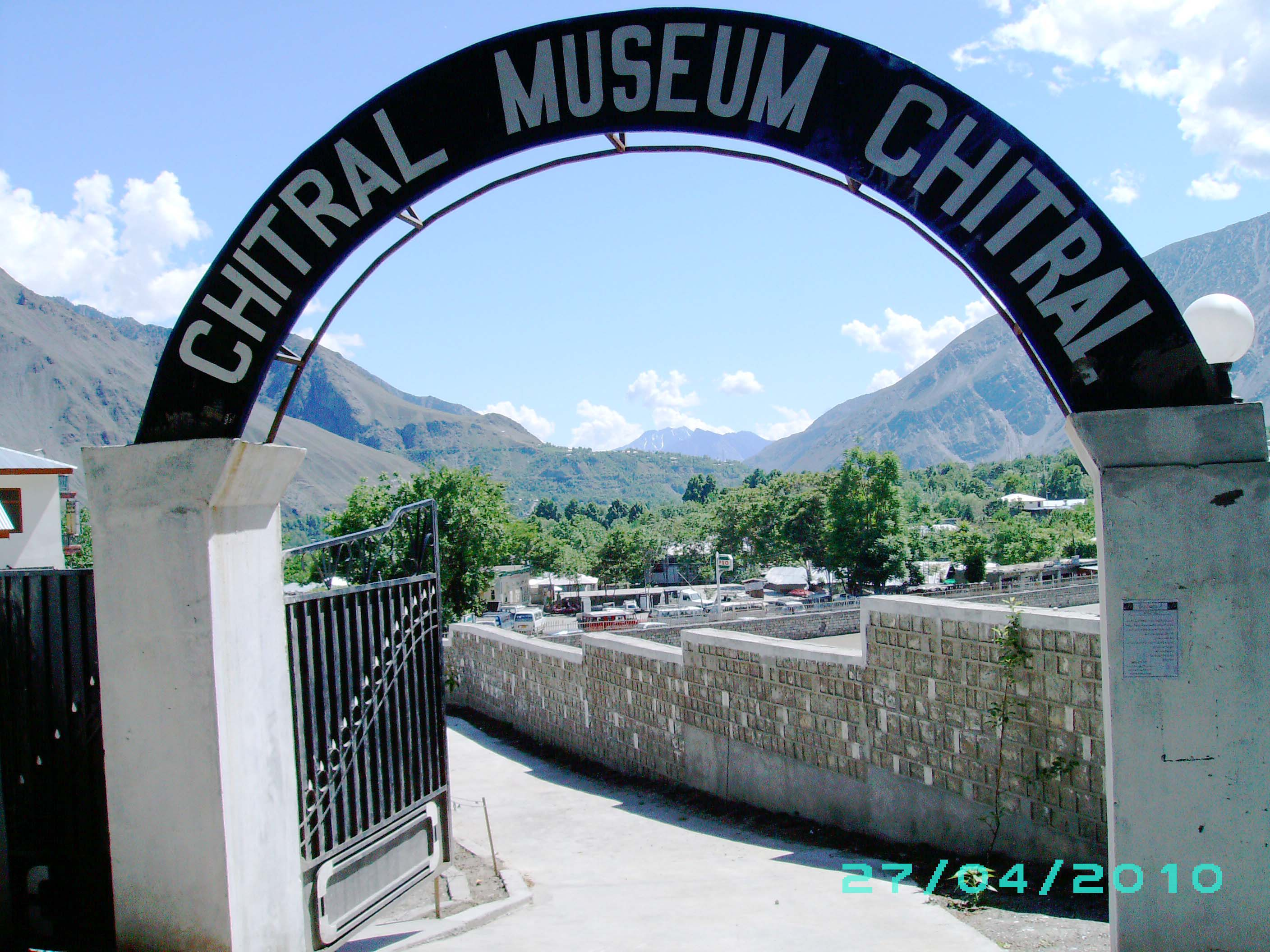
Arco d'accesso all'area museale.
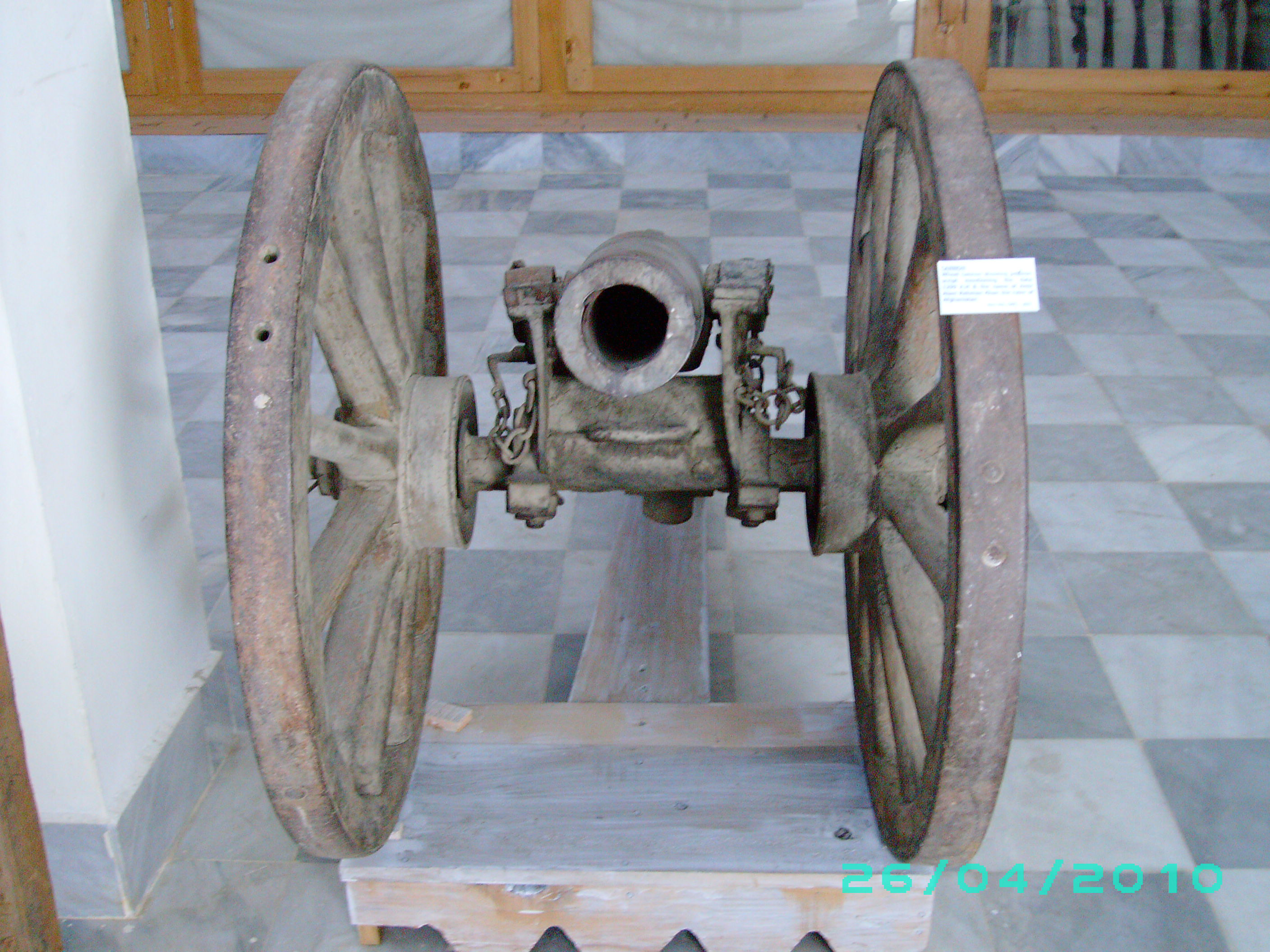
Cannone di Amir Abd-ur-Rahman da Kabul.
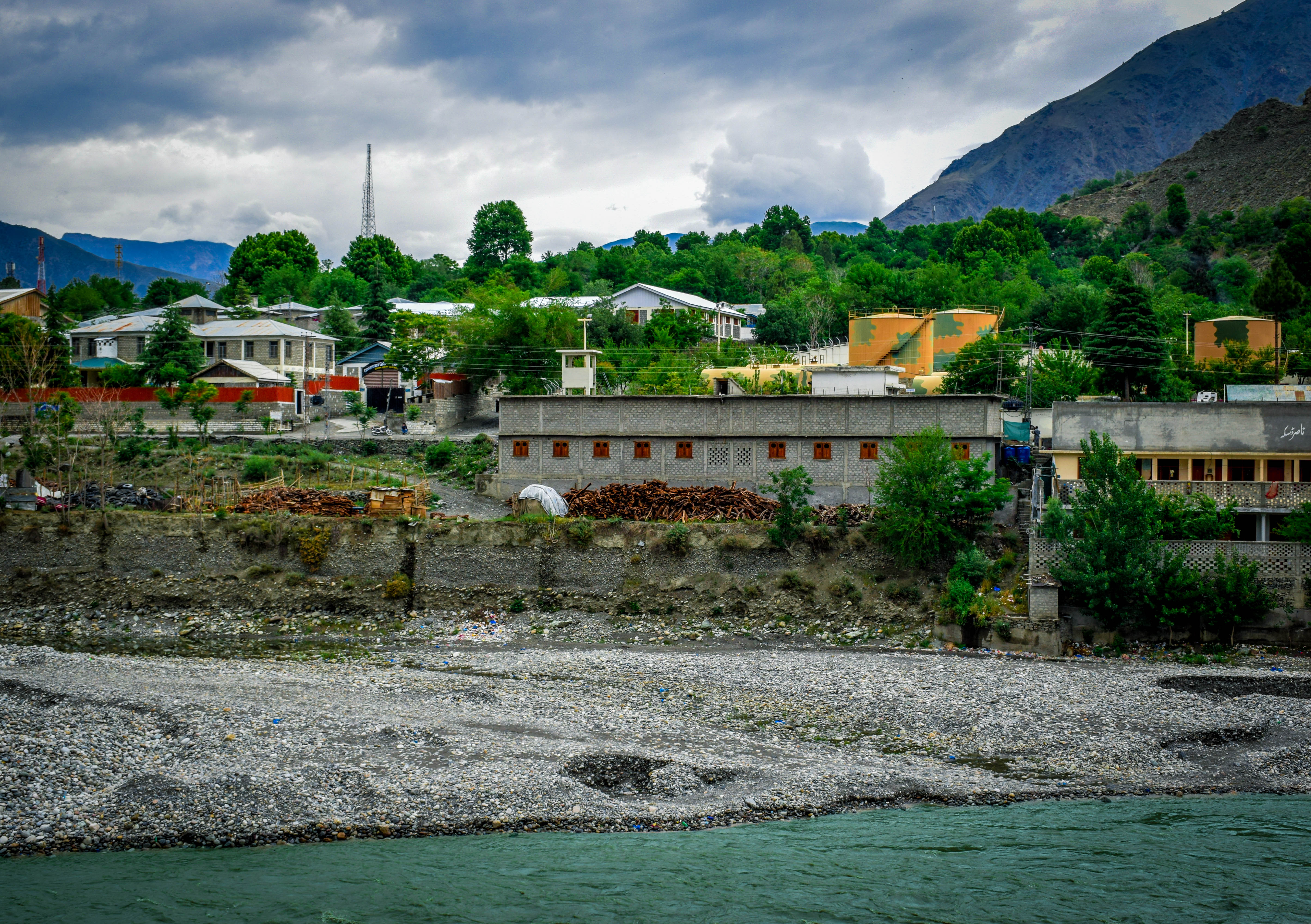
Vista esterna.